# Daniel Galus
Daniel Galus – polski suspendowany duchowny katolicki. Znany z organizowania modlitewnych spotkań ewangelizacyjnych, początkowo w Sanktuarium św. Józefa w Częstochowie, następnie w Sanktuarium o. Pio, hali widowiskowo-sportowej Arena w Częstochowie oraz w Pustelni Świętego Ducha w Czatachowej. Publicznie występuje jako „ojciec Daniel”. Od 29 kwietnia 2022 jest objęty karą suspensy na mocy dekretu wydanego przez arcybiskupa Wacława Depo, metropolitę częstochowskiego, nie zaprzestał jednak działalności kapłańskiej.

## Życiorys
Studiował 5 lat w zakonie paulinów, ale nie złożył ślubów wieczystych. Święcenia diakonatu otrzymał w 2006 roku, a kapłańskie w 2007 roku w archidiecezji częstochowskiej. Zaczął wówczas prowadzić pustelnię Zesłania Ducha Świętego w Czatachowie w województwie śląskim. Po kilku latach wokół pustelni powstała Wspólnota Miłość i Miłosierdzie Jezusa, której Galus jest duchowym przewodnikiem.

## Kontrowersje
W 2017 roku arcybiskup Wacław Depo, metropolita częstochowski, poinformował, że Daniel Galus, prezbiter archidiecezji częstochowskiej, otrzymał święcenia kapłańskie w 2007 roku jako członek Wspólnoty Pustelników pw. Ducha Świętego w Czatachowej, lecz Wspólnota Miłość i Miłosierdzie Jezusa nie posiadała wówczas kościelnego zatwierdzenia, gdyż złożone przez nią projekty statutu były przedmiotem prac powołanej w tym celu komisji. Komunikat informował, że duchowny rozpoczął posługę duszpasterską w duchu wspólnot charyzmatycznych nie z polecenia swojego biskupa, ale z własnej inicjatywy, a fundacja „Anioł Miłosierdzia” działająca przy wspólnocie także nie jest podmiotem kościelnym.
Podobne zalecenia i informacje opublikował Andrzej Czaja, biskup diecezjalny opolski, oraz kanclerz kurii płockiej, Piotr Grzywaczewski.
W 2020 roku Galus krytykował większość obostrzeń przyjmowanych przez polski rząd w walce z koronawirusem. W związku z tym kuria częstochowska poinformowała, że Galus został wysłany na półroczne rekolekcje w odosobnieniu, czemu się nie podporządkował. W lutym 2022 roku Stolica Apostolska poinformowała, że duchowny ma rozpocząć czas sześciomiesięcznych rekolekcji od 19 lutego tego samego roku, powstrzymując się tym samym od wszelkiej publicznej działalności, a Eucharystię mógłby sprawować maksymalnie dla jednego wiernego. Duchowny odpowiedział na list z Watykanu, zaznaczając, że „wolą Boga” jest, aby pozostał on w swoim dotychczasowym miejscu posługi. Tym samym po raz kolejny nie podporządkował się decyzjom swoich kościelnych zwierzchników.
W dniu 29 kwietnia 2022 został ukarany karą suspensy przez metropolitę częstochowskiego, arcybiskupa Wacława Depo. Na mocy wydanego dekretu ksiądz Galus ma całkowity zakaz sprawowania czynności kapłańskich i noszenia stroju duchownego. Od tej pory każda podejmowana przez niego działalność duszpasterska nie ma aprobaty Kościoła katolickiego.
Na początku lutego 2025 roku kuria w Częstochowie dowiedziała się o planach zamachu, którego ofiarą miał paść abp Wacław Depo. Sprawa została zgłoszona do prokuratury. Jak ustalili dziennikarze Onetu, zawiadomienie ma również związek z ostrymi wypowiedziami ks. Daniela Galusa. Od początku tego samego roku w przestrzeni publicznej pojawiało się szereg informacji o narastającym konflikcie duchownego i jego zwolenników z mieszkańcami Czatachowej. Wielokrotnie podczas swoich kazań mówił on potrzebie stworzenia we wsi Nowego Jeruzalem, a osoby mieszkające przy pustelni, a niepodzielające jego nauk, wzywał do nawrócenia lub opuszczenia miejscowości. Nabożeństwa z udziałem Galusa miały wielokrotnie odbywać się jeszcze po godzinie 22:00 i zakłócać ciszę nocną mieszkańcom. Dodatkowo dźwięk z nabożeństw był puszczany również przez głośniki na zewnątrz, w myśl tego, że wiara rodzi się ze słuchania. W wyemitowanym premierowo we wtorek 29 kwietnia 2025 roku, na antenie TVP1 w programie interwencyjnym Reporterzy pokazano, że zarzuty stawiane duchownemu i jego wspólnocie nie są bezpodstawne. Ukazano tam również momenty przepychanek i rękoczynów do jakich dochodziło między ks. Galusem i jego zwolennikami, a mieszkańcami Czatachowej. Podczas niektórych z takich zdarzeń interweniowała policja. W wyemitowanych, nagranych telefonem komórkowym, filmach, widać jak duchowny zarzuca swoim oponentom opętanie przez demona.
Wielokrotnie dziennikarzy, którzy zajmują się sprawą niejasności wokół Wspólnoty Miłość i Miłosierdzie Jezusa nazywał faszystami i antysemitami. W jednym ze swoich kazań odnosząc się do sprawy według niego „prześladowania" tejże wspólnoty stwierdził: Faszyzm, nazizm, kiedy był Hitler, gdy rozpętano wielką falę nienawiści względem Żydów, że Żydzi są winni wszystkiemu, co złe (…). Była przemoc fizyczna, a potem ich zabijano (…). Aż doszło do tragedii.
Pod koniec kwietnia 2025 roku kuria częstochowska, po spotkaniu arcybiskupa Wacława Depo z mieszkańcami Czatachowej, zapowiedziała podjęcie kroków prawnych w celu dokonania eksmisji ks. Daniela Galusa z pustelni, którą, jak się okazało, zamieszkuje nielegalnie. Taki wniosek do sądu został otatecznie złożony w sierpniu tego samego roku.